# Ascarina marquesensis
Ascarina marquesensis är en tvåhjärtbladig växtart som beskrevs av A.C. Smith. Ascarina marquesensis ingår i släktet Ascarina och familjen Chloranthaceae. Inga underarter finns listade i Catalogue of Life.